# Konarzyce (gromada w powiecie łomżyńskim)
Konarzyce – dawna gromada, czyli najmniejsza jednostka podziału terytorialnego Polskiej Rzeczypospolitej Ludowej w latach 1954–1972.
Gromady, z gromadzkimi radami narodowymi (GRN) jako organami władzy najniższego stopnia na wsi, funkcjonowały od reformy reorganizującej administrację wiejską przeprowadzonej jesienią 1954 do momentu ich zniesienia z dniem 1 stycznia 1973, tym samym wypierając organizację gminną w latach 1954–1972.
Gromadę Konarzyce z siedzibą GRN w Konarzycach utworzono – jako jedną z 8759 gromad – w powiecie łomżyńskim w woj. białostockim, na mocy uchwały nr 18/V WRN w Białymstoku z dnia 4 października 1954. W skład jednostki weszły obszary dotychczasowych gromad Konarzyce, Zawady, Kraska i Łochtynowo ze zniesionej gminy Kupiski oraz Jarnuty i Dłużniewo ze zniesionej gminy Szczepankowo w tymże powiecie. Dla gromady ustalono 12 członków gromadzkiej rady narodowej.
31 grudnia 1959 do gromady Konarzyce przyłączono wsie Czaplice, Boguszyce, Kisiołki i Andrzejki oraz kolonię Pączkowizna ze zniesionej gromady Czaplice.
31 grudnia 1961 do gromady Konarzyce przyłączono wsie Kołaczki-Lemiesze, Konopki, Koziki, Sierzputy Zagajne i Zagroby ze zniesionej gromady Konopki Młode.
Gromadę Konarzyce zniesiono 1 stycznia 1972, a jej obszar włączono do gromad Stare Kupiski (wsie Dłużniewo, Jarnuty, Konarzyce, Kraska, Łochtynowo i Zawady), Szczepankowo (wsie Andrzejki, Boguszyce, Czaplice, Kisiołki Stare, Konopki i Zagroby) i Śniadowo (wsie Koziki, Kołaczki-Lemiesze i Sierzputy Zagajne).